# Bruyères-sur-Oise
Pour les articles homonymes, voir Bruyères (homonymie) et Oise.
Bruyères-sur-Oise est une commune française située dans le département du Val-d'Oise, en région Île-de-France.
Ses habitants sont appelés les Briolin(e)s.

## Géographie

### Description
Bruyères-sur-Oise est une commune périurbaine du Val-d'Oise situé dans la  vallée de l'Oise, limitrophe du département de l'Oise, située à une distance orthodromique de 33 km au nord de Paris. Elle se situe à 14 km de Chantilly et 19 km au sud-ouest de Creil, la plus grande ville aux alentours.

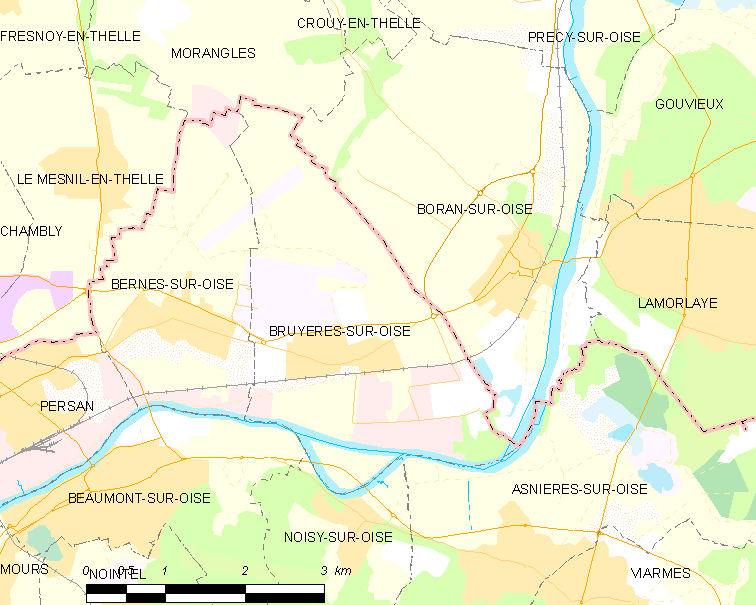
Carte de la commune.
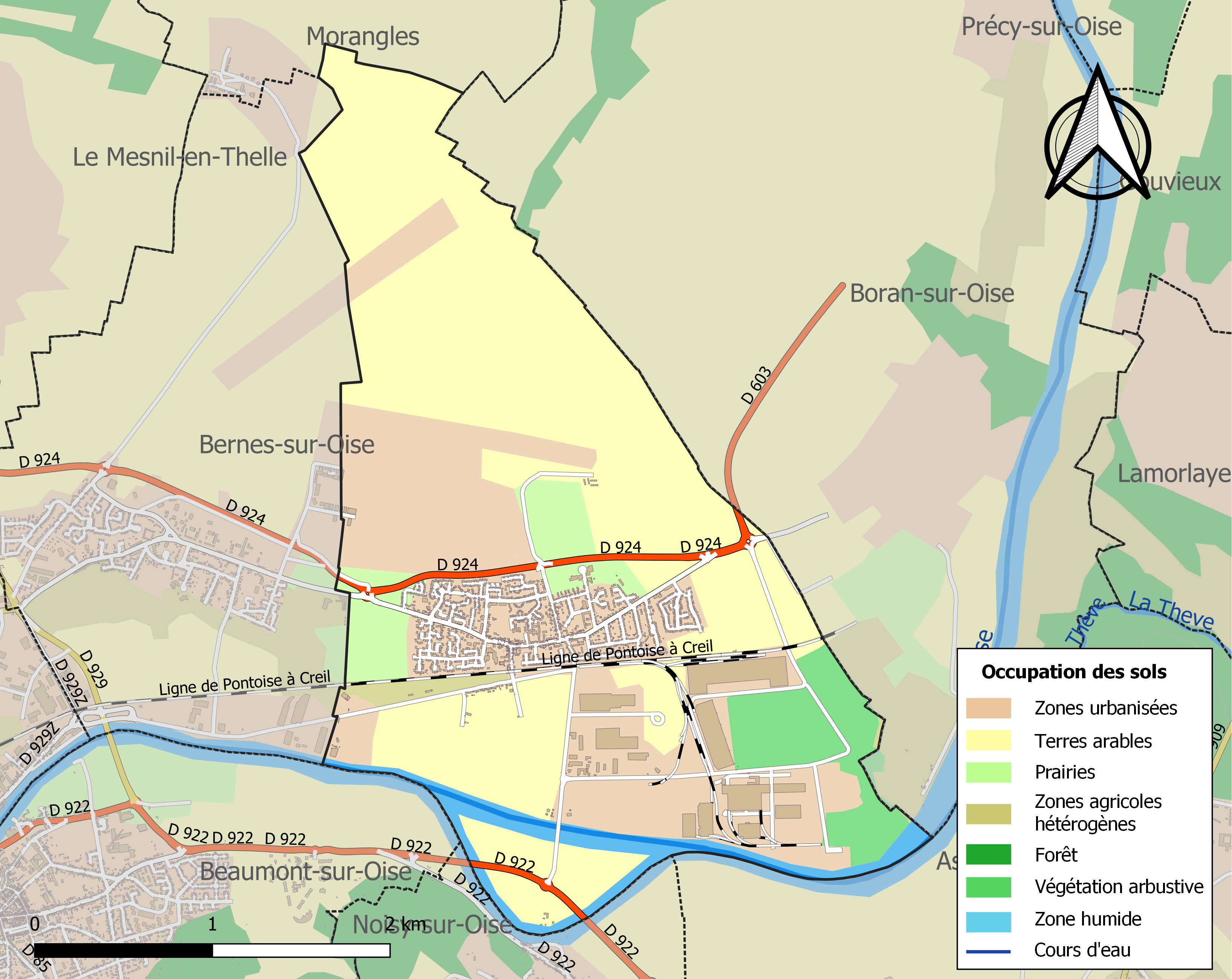
Occupation des sols.

### Communes limitrophes
La commune est limitrophe de Beaumont-sur-Oise, Bernes-sur-Oise, Asnières-sur-Oise et Noisy-sur-Oise (dans le département du Val-d'Oise) ainsi que Morangles et Boran-sur-Oise (dans le département voisin de l'Oise).
|                   | Morangles (Oise)  |                       |
| Bernes-sur-Oise   | Bruyères-sur-Oise | Boran-sur-Oise (Oise) |
| Beaumont-sur-Oise | Noisy-sur-Oise    | Asnières-sur-Oise     |

### Hydrographie

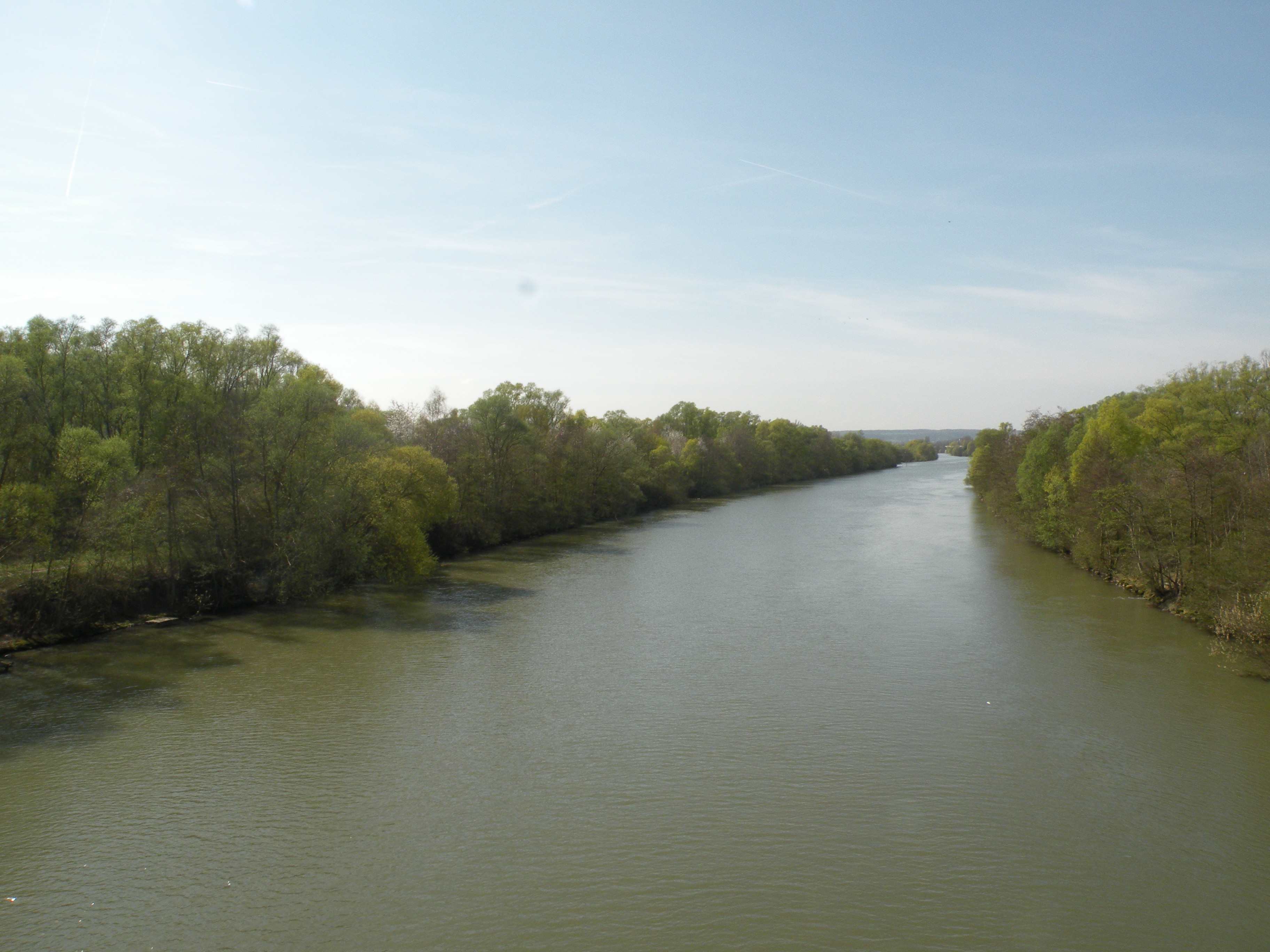
L'Oise et l'île des Aubins, entre Bruyères-sur-Oise et Noisy-sur-Oise.

La commune est limitée au sud par le cours de l'Oise (rivière), l'un des principaux affluents du fleuve la Seine.
Un important port fluvial y est aménagé.

### Climat
Pour des articles plus généraux, voir Climat de l'Île-de-France et Climat du Val-d'Oise.
En 2010, le climat de la commune est de type climat océanique dégradé des plaines du Centre et du Nord, selon une étude du CNRS s'appuyant sur une série de données couvrant la période 1971-2000. En 2020, Météo-France publie une typologie des climats de la France métropolitaine dans laquelle la commune est dans une zone de transition entre le climat océanique et le climat océanique altéré et est dans la région climatique  Sud-ouest du bassin Parisien, caractérisée par une faible pluviométrie, notamment au printemps (120 à 150 mm) et un hiver froid (3,5 °C). 
Pour la période 1971-2000, la température annuelle moyenne est de 11,1 °C, avec une amplitude thermique annuelle de 14,7 °C. Le cumul annuel moyen de précipitations est de 652 mm, avec 10,3 jours de précipitations en janvier et 7,7 jours en juillet. Pour la période 1991-2020, la température moyenne annuelle observée sur la station météorologique la plus proche, située sur la commune de Creil à 16 km à vol d'oiseau, est de 11,2 °C et le cumul annuel moyen de précipitations est de 662,2 mm,. Pour l'avenir, les paramètres climatiques de la commune estimés pour 2050 selon différents scénarios d'émission de gaz à effet de serre sont consultables sur un site dédié publié par Météo-France en novembre 2022.

## Urbanisme

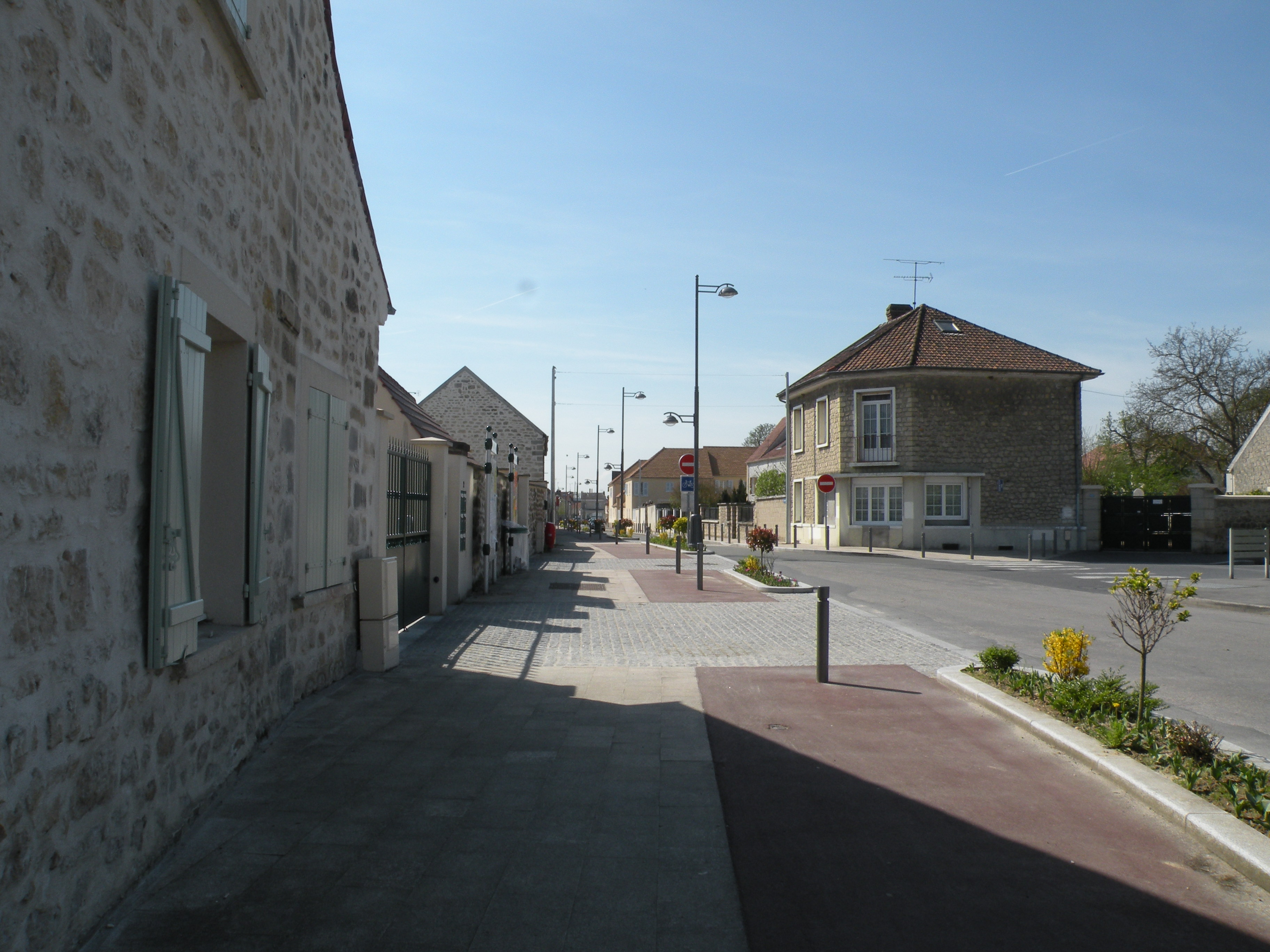
Rue de Bruyères avec sa piste cyclable.

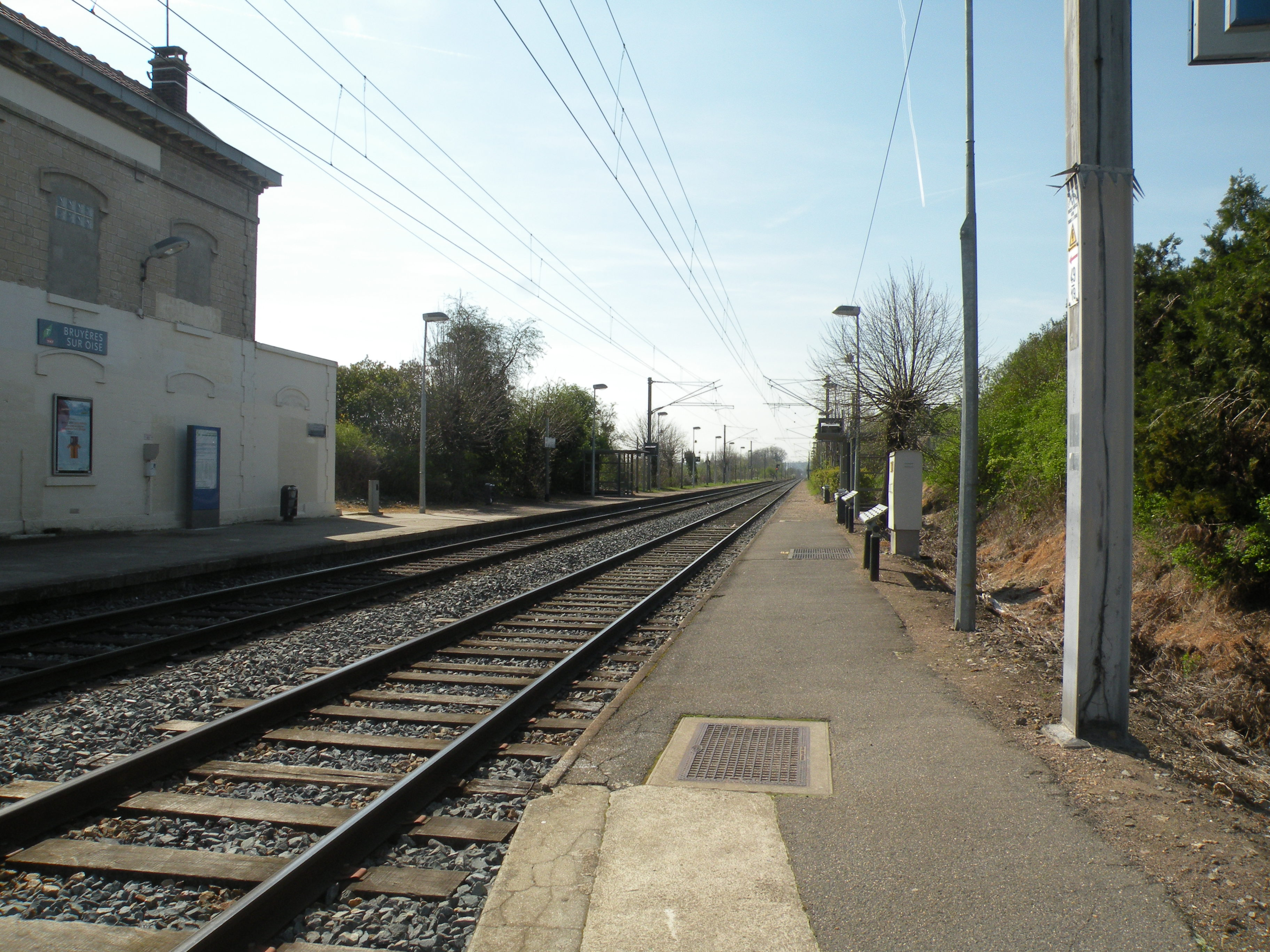
Quais de la gare de Bruyères-sur-Oise.

La ville est composée essentiellement de lotissements pavillonnaires et est en expansion à l'est.

### Typologie
Au 1er janvier 2024, Bruyères-sur-Oise est catégorisée ceinture urbaine, selon la nouvelle grille communale de densité à sept niveaux définie par l'Insee en 2022.
Elle appartient à l'unité urbaine de Bruyères-sur-Oise, une unité urbaine monocommunale constituant une ville isolée,. Par ailleurs la commune fait partie de l'aire d'attraction de Paris, dont elle est une commune de la couronne,. Cette aire regroupe 1 929 communes,.

### Voies de communication et transports
La commune est desservie principalement par des lignes de bus A et DIM du réseau de bus Haut Val-d'Oise ainsi que la Gare de Bruyères-sur-Oise desservie par les trains de la ligne H du Transilien qui circulent sur la ligne de Pierrelaye à Creil. Il faut environ 45 minutes pour atteindre Paris, avec un changement de train.
Par la route, depuis Paris, Bruyères-sur-Oise est accessible par la N 1.
Les aéroports de Paris-Charles-de-Gaulle et de Beauvais-Tillé ne sont pas très éloignés. L'aérodrome de Persan - Beaumont se trouve également en partie sur la commune.

## Toponymie
Le lieu est cité pour la première fois en 797 sous le nom de « Brogaria » dans un acte de donation du comte Theubald à l'abbaye de Saint-Denis[réf. nécessaire].
Le nom de la localité est attesté sous les formes Brocaria en 670, Brogaria en 797 et 799, Ecclesia de Bruyeris en 1122, Brueriae en 1467.
Bruyère issu du bas latin brucaria.
Le nom provient du bas latin d'origine gauloise brucaria, bruyère, et du cours d'eau éponyme[réf. nécessaire].

## Histoire
Le territoire de la commune est occupé depuis le néolithique, comme l'indiquent diverses découvertes d'outils en pierre taillée. Le site est également habité durant l'Antiquité, comme l'attestent la découverte  en 2009  d'un probable enclos fossoyé de l'époque gauloise, et de vestiges d'une villa gallo-romaine sur l'île des Aubins (île créée artificiellement en 1973 par le creusement d'un canal).
Un village médiéval a existé de part et d'autre de la "Vieille Allée" qui reliait Bruyères au prieuré féminin Saint-Martin de Boran. Fondé à la fin du Xe siècle ou au début du XIe siècle, on en trouve la trace pendant quatre à cinq siècles et son abandon se rattache peut-être à la guerre de Cent Ans.
Au début du XIIIe siècle, trois personnages — dont une dame surnommée « de Bruières » — sont mentionnés dans la liste des vassaux du comte de Beaumont. Au XVIe siècle, Bruyères appartient aux Laisné.
Selon Expilly, la châtellenie de Bruyères (sur Oise) fut portée, avec la seigneurie de Monceaux, par le mariage de Marguerite Laisné (+ 1613), (fille de Jean, avocat au Parlement de Paris, et de Gertrude Le Maignan), avec Pierre I de Maupeou, seigneur de Noisy (+ 1608), anobli par lettres du roi Henri III en 1586. Leur second fils René II, Président en la Cour des Aides en 1609, épousa Marguerite de Creil, qui fut mère de sept garçons. L'aîné, René II de Maupeou, Président en la première chambre des enquêtes du Parlement, fit ériger la châtellenie de Bruyères (avec la seigneurie de la Pérade) en vicomté, par lettres de septembre 1657, enregistrées le 4 du même mois.
À sa mort, Bruyères passe à son cousin germain René II de Maupeou (1612-1694), puis au fils de ce dernier, Mgr Augustin de Maupeou (1648-1712), archevêque d'Auch. Bruyères échoit au neveu de l'archevêque, René-Charles de Maupeou (1688-1775), vice-chancelier de France, puis au fils de celui-ci, René-Nicolas de Maupeou (1714-1792), dernier chancelier et garde des Sceaux de France : après l'échec de sa réforme des Parlements, il est exilé par Louis XVI en 1774 dans sa terre du Thuit en Normandie, mais refusa obstinément de démissionner de sa charge "à moins qu'on ne lui fît son procès". Il estimait n'avoir rien à se reprocher, mais il s'était rendu impopulaire en essayant d'abolir le droit de remontrance, et en confortant l'absolutisme royal. Enfin, le fils du chancelier, René Ange de Maupeou (1746-1794), qui avait quitté la robe pour l'épée, hérita de la ci-devant vicomté de Bruyères en pleine Révolution ; mais il mourut deux ans plus tard, le 3 mai 1794, dans la prison de la Force à Paris, des suites d'une dénonciation comme ex-noble. Ses biens furent vendus, et le château démoli sous le Consulat.
Au XIXe siècle, la commune est essentiellement agricole, et consacrée en particulier à la grande culture céréalière et betteravière ainsi qu'à l'élevage des moutons[réf. nécessaire].
La construction de la ligne de chemin de fer de Pierrelaye à Creil  en 1842 n'est pas disponible aux Briolins. La gare n'est créée qu'en 1891 sous l'impulsion de son maire — Pierre Marie Dupont  — qui, après d'âpres tractations avec la compagnie des chemins de fer du Nord, obtient son ouverture. Celle-ci contribue à la prospérité du village en permettant l'écoulement plus aisé des productions agricoles ; de nouveaux arrivants compensent l'exode rural, et la population reste assez stable ou s'accroit légèrement dans les années 1930, jusqu'à la Seconde Guerre mondiale ; elle explose à partir des années 1960.
En 1937, le gouvernement décide la création de la plate-forme d'opérations de Persan - Beaumont, un aérodrome militaire qui s'étend en partie sur Bruyères-sur-Oise. Il est occupé et agrandi par l'occupant allemand, puis, à la Libération de la France, mis à disposition de l'armée américaine jusqu'au 31 août 1945. Des réductions d'emprise interviennent progressivement et la base aérienne de Persan - Beaumont  est dissoute le 1er novembre 1967 et l'équipement intégré dans Aéroport de Paris.

## Politique et administration

### Rattachements administratifs et électoraux
Rattachements administratifs
Antérieurement à la loi du 10 juillet 1964, la commune faisait partie du département de Seine-et-Oise. La réorganisation de la région parisienne en 1964 fit que la commune appartient désormais au département du Val-d'Oise et à son arrondissement de Pontoise après un transfert administratif effectif au 1er janvier 1968.
Elle faisait partie de 1801 à 1967 du canton de L'Isle-Adam de Seine-et-Oise. Lors de la mise en place du Val-d'Oise, la ville intègre le canton de Beaumont-sur-Oise. Dans le cadre du redécoupage cantonal de 2014 en France, cette circonscription administrative territoriale a disparu, et le canton n'est plus qu'une circonscription électorale.
La commune fait partie de la juridiction d’instance, de judiciaire ainsi que de commerce de Pontoise,.
Rattachements électoraux
Pour les élections départementales, la commune est membre depuis 2014 d'un nouveau canton de L'Isle-Adam.
Pour l'élection des députés, elle fait partie de la première circonscription du Val-d'Oise.

### Intercommunalité
Bruyères-sur-Oise est membre de la communauté de communes du Haut Val-d'Oise, un établissement public de coopération intercommunale (EPCI) à fiscalité propre créé en 2004 et auquel la commune a transféré un certain nombre de ses compétences, dans les conditions déterminées par le code général des collectivités territoriales.

### Tendances politiques et résultats
Lors des élections municipales de 2014 dans le Val-d'Oise ainsi que lors de celles de 2020, la liste menée par le maire sortant Alain Garbe est la seule candidate et obtient la totalité des suffrages exprimés et a obtenu les 27 sièges de conseillers municipaux dont 4 de conseillers communautaires).
Lors des élections de 2014, 52,84 % des électeurs se sont abstenus et 15,34 % ont voté blanc ou nul. Lors du scrutin de 2020, marqué par la pandémie de Covid-19 en France, 69,39 % des électeurs se sont abstenus et 11,65 % ont voté blanc ou nul,

### Politique de développement durable
Depuis 2008, la ville dispose de sa propre station d'épuration.[réf. nécessaire]

## Population et société

### Démographie
L'évolution du nombre d'habitants est connue à travers les recensements de la population effectués dans la commune depuis 1793. Pour les communes de moins de 10 000 habitants, une enquête de recensement portant sur toute la population est réalisée tous les cinq ans, les populations de référence des années intermédiaires étant quant à elles estimées par interpolation ou extrapolation. Pour la commune, le premier recensement exhaustif entrant dans le cadre du nouveau dispositif a été réalisé en 2005.

En 2022, la commune comptait 4 907 habitants, en évolution de +14,04 % par rapport à 2016 (Val-d'Oise : +4 %, France hors Mayotte : +2,11 %).
| 1793 | 1800 | 1806 | 1821 | 1831 | 1836 | 1841 | 1846 | 1851 |
| ---- | ---- | ---- | ---- | ---- | ---- | ---- | ---- | ---- |
| 284  | 281  | 262  | 255  | 319  | 333  | 322  | 336  | 336  |

| 1856 | 1861 | 1866 | 1872 | 1876 | 1881 | 1886 | 1891 | 1896 |
| ---- | ---- | ---- | ---- | ---- | ---- | ---- | ---- | ---- |
| 344  | 336  | 372  | 335  | 285  | 300  | 299  | 290  | 331  |

| 1901 | 1906 | 1911 | 1921 | 1926 | 1931 | 1936 | 1946 | 1954 |
| ---- | ---- | ---- | ---- | ---- | ---- | ---- | ---- | ---- |
| 334  | 331  | 338  | 344  | 411  | 512  | 481  | 402  | 487  |

| 1962 | 1968 | 1975  | 1982  | 1990  | 1999  | 2005  | 2006  | 2010  |
| ---- | ---- | ----- | ----- | ----- | ----- | ----- | ----- | ----- |
| 670  | 962  | 1 582 | 1 546 | 3 162 | 3 391 | 3 253 | 3 248 | 3 700 |

| 2015  | 2020  | 2022  | - | - | - | - | - | - |
| ----- | ----- | ----- | - | - | - | - | - | - |
| 4 237 | 4 367 | 4 907 | - | - | - | - | - | - |

### Enseignement
Les établissements scolaires relèvent de l'académie de Versailles.
Au 1er janvier 2021, la commune possède trois écoles, un groupe scolaire : Les Quincelettes, une maternelle : Elsa Triolet et une élémentaire : Paul-Verlaine. La construction d'une nouvelle école est prévu, le début des travaux est prévu pour le deuxième semestre 2021.
Le collège public Pierre-Perret se situe à la limite des communes de Bernes-sur-Oise et de Bruyères-sur-Oise d'une capacité de 450 élèves[réf. nécessaire] et est desservi par une piste cyclable qui s'étend sur toute la commune d'est en ouest. Le collège a été inauguré en 2007 par Pierre Perret lui-même.

### Culture
La bibliothèque municipale accueille la jeunesse de la commune et présente des expositions tout au long de l'année.

### Sports
La commune présente de nombreux clubs et associations sportives (pétanque, badminton, football, arts martiaux...) et dispose de multiples équipements sportifs.
Le Bruyères Bernes US Municipal est une union sportive de football conjointe avec la ville de Bernes-sur-Oise.

### Sécurité
La ville dispose d'un service de police municipale[réf. nécessaire].

## Économie
De nombreuses entreprises sont installées comme une des 16 centrales d'achats des magasins E.Leclerc dans la Z.A.E des Aubins, la zone industrielle de la ville.
La présence d'un port fluvial de 58 ha est aussi à remarquer.

## Culture locale et patrimoine

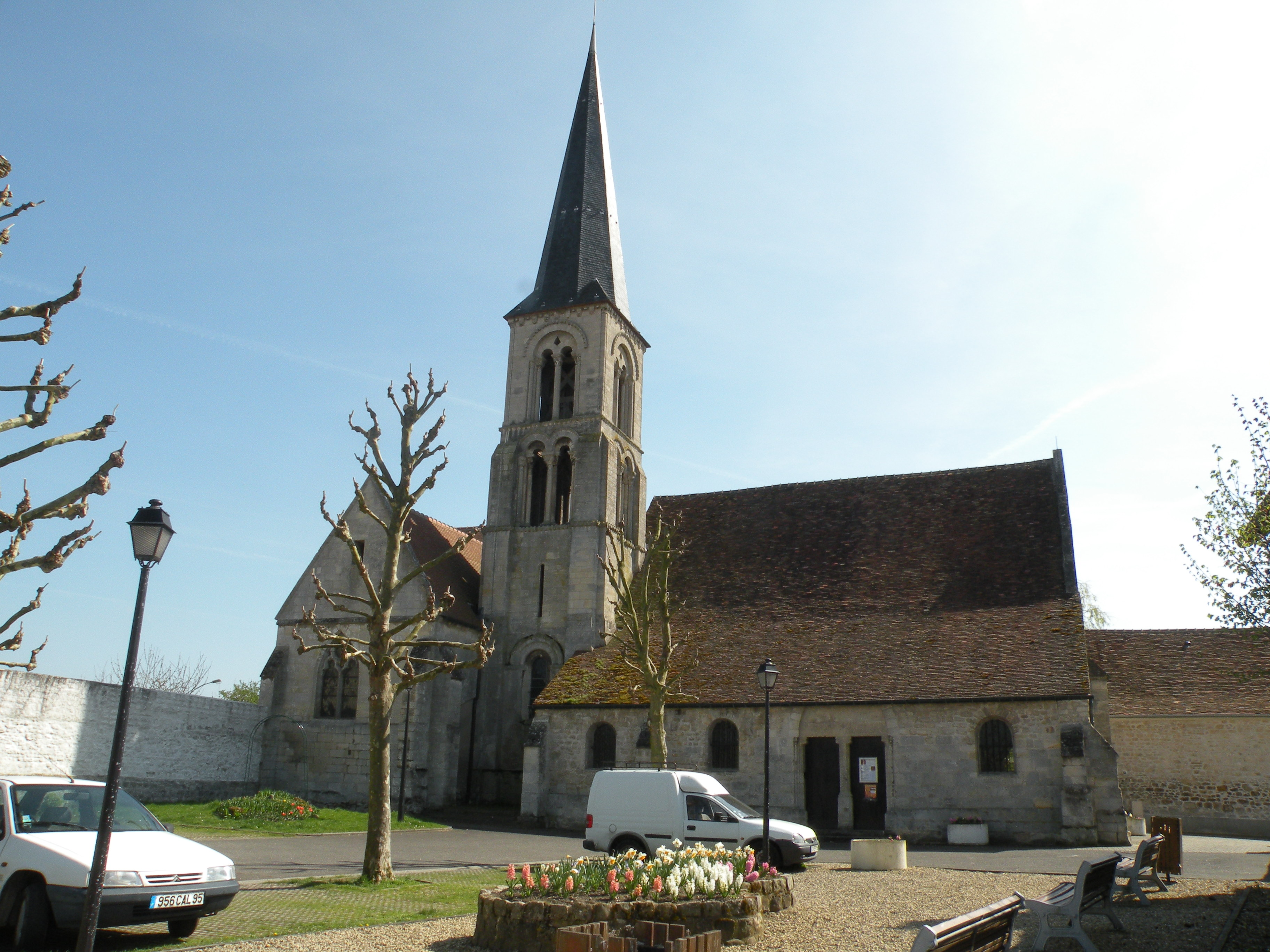
Église Saint-Vivien.

### Lieux et monuments
Bruyères-sur-Oise compte un  monument historique sur son territoire :
- Église Saint-Vivien (classée monument historique en  1938[38])

La fondation de la paroisse remonte à 755. Son histoire reste mal connue. Les trois absides en hémicycle du chevet roman de la fin du XIe ou du premier quart du XIIe siècle ont été mises en évidence par des fouilles archéologiques vers 1970. La partie la plus ancienne de l'église actuelle est le clocher, dont la base est contemporaine des vestiges archéologiques, à l'exception de la fenêtre. Le premier étage de baies présente des chapiteaux de belle facture. Le second étage de baies est original par sa disposition, mais a été entièrement reconstitué après sa destruction pendant la Seconde Guerre mondiale, en 1940.
Le chœur et son collatéral sud sont un peu plus récents que les étages du clocher, et datent pour l'essentiel du milieu du XIIe siècle, y compris les quatre voûtes d'ogives archaïques. Les fenêtres gothiques rayonnantes de la seconde moitié du XIIIe siècle qui éclairent le chevet, et le caractère plus résolument gothique de la chapelle latérale nord ajoutée à la même époque, font un peu oublier l'ancienneté réelle du sanctuaire.
La nef et ses bas-côtés ne sont pas voûtés, et se caractérisent par leurs grandes arcades dans le style gothique primitif du début du XIIIe siècle. Les murs hauts de la nef remontent toutefois à la période romane, comme l'indiquent les vestiges des anciennes fenêtres hautes. Dans son ensemble, l'église fournit un exemple remarquable d'une église typiquement rurale des XIIe et XIIIe siècles, qui n'a subi que peu de remaniements depuis son achèvement, et contraste avec l'architecture très recherchée de nombreuses églises de la vallée de l'Oise, qui évoquent des cathédrales en miniature.
On peut également signaler :
- Château de Bruyères (ancien)

D'après Louis Legoy, Bruyères aurait possédé un château ou donjon de pierre, mesurant 18,40 m sur 12,20 m, avec des murs épais de 2,50 m et des contreforts plats (Essai sur l'architecture militaire au Moyen Age, Saint-Maur, 1963, p. 40 planche 22). En 1899, M. Duquesne, instituteur du village, note que « la famille de Maupeou possédait à Bruyères un château magnifique avec tourelles, avenues, pièces d'eau et pelouses (…). La façade était tournée vers le nord-ouest. Autour du château (…) s'élevaient les dépendances (…), remises et greniers ».
Il ne reste plus rien des bâtiments des XVIe et XVIIe siècles, mais un plan de 1750 (Arch. Val-d'Oise 1T 139, monographie de 1899) restitue le cadre de la demeure avec ses vastes jardins à la française. Sur le plan d'Intendance de 1785 (Arch. Val-d'Oise C 307/4) l'on voit très clairement la disposition des bâtiments et du vaste parc : on accédait à une cour d'honneur par un corps de passage ; à gauche de la cour, le corps de logis comprenait deux ailes en retour d'équerre avec des dépendances dans son prolongement. Le château fut détruit entre 1802 et 1804, mais il en restait encore quelques vestiges en 1868.
- La commune accueille en partie l'aérodrome de Persan - Beaumont, qui est utilisé par un groupement d'initiation au parachutisme sportif et ascensionnel. Il propose également une piste ULM.

### Personnalités liées à la commune
- La seigneurie entre dans la famille de Maupeou par le mariage de Pierre Ier de Maupeou (+1608) avec Marguerite Laisné (+1613),
- René Charles de Maupeou, vicomte de Bruyères (1688-1775), vice-chancelier et garde des Sceaux de France.
- René Nicolas de Maupeou, seigneur de Bruyères (1714-1792), fils du précédent, chancelier et garde des Sceaux de France, auteur de la fameuse réforme de la justice et des Parlements, voulue par Louis XV (en 1771-1774).

### Héraldique
| Blason de Bruyères-sur-Oise | Blason  | Écartelé : au premier d'argent au porc-épic de sable,au deuxième de sinople aux trois gerbes de blé d'or, au troisième de gueules aux trois roues d'engrenage d'or, au quatrième d'argent aux deux fasces d'azur, la première chargée d'une péniche d'or, la seconde affaissée. DeviseNumquam nisi lacessitus (il n'attaque que s'il est attaqué).                                                                            |
| Blason de Bruyères-sur-Oise | Détails | Le blason, création Jean-Paul de Gassowski, est officialisé le 12 novembre 1996 par la Commission nationale d'héraldique. Il évoque plusieurs aspects de la commune : - le premier quartier et la devise sont pris aux armes de la famille de Maupeou, anciens propriétaires de la seigneurie ; - les deuxième et troisième évoquent les ressources économiques ; - le quatrième représente le méandre de l'Oise et le canal. |